# Lyngsbæk Hovedgård
Lyngsbækgård er en herregård i Dråby Sogn i Syddjurs Kommune. Gården var oprindelig en landbyshovedgård i det lille torp Lyngsbæk. Den nævnes første gang 1479 som "Løngxbeck". Som hovedgård begynder gårdens historie i 1578, hvor den blev ladegård for Hassens Birk.
I 1776 opførte ejeren kaptajn Jacob Hanson ladegården og 1784 hovedbygningen ved Horsens-arkitekten Anders Kruuse. Anlægget består af to trefløjede gårde, der åbner sig mod hinanden. Ladegården er opført i bindingsværk og tækket med stråtag. De store brede lade med det vældige tag dominerer de lange, lave stalde. Hovedbygningen er opført i grundmur og har tegltag.
Den senere så kendte magarinefabrikant i Århus, Otto Mønsted, blev født på Lyngsbækgård 1838.

## Ejere af Lyngsbækgård
- (-1587) Krongods
- (1587-1597) Kjøn Quitzow
- (1597-1661) Krongods under Kalø Hovedgård
- (1661-1670) Ulrik Frederik Gyldenløve
- (1670-1691) Kronen
- (1691-ca. 1698) Rasmus Andersen
- (ca. 1698-1714) Hans Jacobsen
- (1714-1720) Hans Hanson (søn)
- (1720-1722) Jacob Hanson (bror)
- (1722-ca. 1739) Birgitte Pedersdatter Lihme (enke)
- (ca. 1739-1763) Iver Hanson (søn)
- (1763-1770) Marie Elisabeth Hutfeld (enke)
- (1770-1812) Jacob Hanson (søn)
- (1812-1818) Iver Jacob Hanson (søn)
- (1818-1820) Iver Jacob Hansons fallitbo
- (1820-1821) Kancelliråd Hornemann og Hans Hansons dødsbo
- (1821) Kancelliråd Hornemann og Thøger Kierkegaard Asch
- (1821)Thøger Kierkegaard Asch (eneejer)
- (1823) Iver Jacob Hansons dødsbo
- (1823-1831) Anders Hansen
- (1831-1835) Karen Rosing (enke)
- (1835-1876) Niels Secher Mønsted
- (1876-1910) H. P. F. Mønsted (søn)
- (1910-1918) Rasmus Mønsted (søn)
- (1918) Konsortium
- (1918-1920) Tage Lehn-Schiøler
- (1920-1942) lensbaronesse Sophie Jacobine Gyldenkrone født Dinesen
- (1942-1975) baronesse Regitze Gyldenkrone (datter) og Otto Tyge Skeel
- (1975-1984) godsejer Ib Hansen
- (1984-2008) Skibsreder Per Henriksen
- (2008-2015) Vivi Henriksen (enke efter Per Henriksen)
- (2015-) Henrik Frederiksen (enkemand)

56°14′29.96″N 10°36′34.46″Ø / 56.2416556°N 10.6095722°Ø